# پینوکسپین
پینوکسپین (به انگلیسی: Pinoxepin) (INN؛ با شماره توسعه P-5227؛ پینوکسپین هیدروکلراید (USAN)) یک داروی ضدروان‌پریشی از گروه سه‌حلقه‌ای‌ها با سیستم حلقه دی‌بنزوکسپین است که در دهه ۱۹۶۰ توسعه یافت اما هرگز به بازار عرضه نشد. در آزمایشات بالینی مشخص شد که در درمان اسکیزوفرنی مشابه درمان با کلرپرومازین و تیوریدازین است. این دارو اثرات آرام بخش مشخصی دارد اما علائم خارج هرمی نسبتاً خفیفی ایجاد می‌کند.